# UB 5
UB 5 war ein deutsches U-Boot vom Typ UB I der Kaiserlichen Marine während des Ersten Weltkrieges. Während seiner Dienstzeit versenkte es fünf Schiffe und wurde 1919 in Deutschland abgewrackt.
Im Oktober 1914 erhielt die Germaniawerft den Auftrag für UB 5 und begann im November mit dem Bau. Mit kaum mehr als 28 m Länge verdrängte UB 5 127 t im aufgetauchten und 142 t im getauchten Zustand. Es war mit zwei Bugtorpedorohren, zwei Torpedos und einem an Deck montierten Maschinengewehr bewaffnet. In Sektionen zerlegt wurde UB 5 per Bahn nach Antwerpen verfrachtet und dort wieder zusammengebaut. Der Stapellauf und die Indienststellung erfolgten im März 1915.
Zunächst wurde UB 5 im März 1915 der U-Flottille Flandern zugeteilt und versenkte unter dem Kommando von Wilhelm Smiths fünf britische Schiffe mit insgesamt 996 Registertonnen (BRT). Das U-Boot wurde im Oktober 1915 der V. U-Halbflottille im Baltischen Meer unterstellt. Aufgrund technischer Mängel übernahm die U-Boot-Schule UB 5 im September 1916. Da es am Ende des Krieges nicht mehr seetüchtig war, konnte es nicht mit dem Rest der deutschen U-Boot-Flotte in Harwich an die Briten übergeben werden. Das Drägerwerk in Lübeck wrackte UB 5 im Jahr 1919 ab.

## Planung und Konstruktion
Nach dem schnellen Vorstoßen des Deutschen Heers entlang der Nordseeküste zu Beginn des Ersten Weltkrieges verfügte die Kaiserliche Marine über keine U-Boote, die in den engen und seichten Gewässern vor der Küste von Flandern operieren konnten. Ursprünglich forderte das RMA kleine, rein elektrisch betriebene U-Boote mit 80 t Verdrängung und einem Torpedorohr, die per Bahn zum Einsatzhafen transportiert und dort schnell zusammengebaut werden konnten. Nach der Überarbeitung durch die U-Boot-Inspektion entstand die eigentliche Konstruktion (Projekt 34) für den Typ UB I mit 125 t Verdrängung, 28 m Länge und zwei Torpedorohren, die das RMA am 5. Oktober 1914 genehmigte. UB 5 war eines der acht UB-I-Boote – UB 1 bis UB 8 – für welche die Germaniawerft knapp zwei Monate nach Beginn der Planungen am 15. Oktober 1914 den Auftrag erhielt.
Die Germaniawerft legte UB 5 am 22. November 1914 auf Kiel. UB 5 war 28,1 m lang, 3,2 m breit und hatte einen Tiefgang von 3 m. Es verfügte über eine Antriebswelle, an die ein 45 kW (60 PS) leistender Daimler-4-Zylinder-Dieselmotor für die Überwasserfahrt und ein Siemens-Schuckert-Elektromotor mit 89 kW (120 PS) für die Fahrt unter Wasser gekuppelt waren. Damit konnte es maximal 6,5 kn (12 km/h) über Wasser und 5,5 kn (10,2 km/h) unter Wasser erreichen. Bei Überwasserfahrt hatte es eine Reichweite bis zu 1.650 sm (3.056 km) und mit einer Batterieladung kam es unter Wasser bis zu 45 sm (83 km) weit. Wie alle Boote seiner Klasse war es für eine Tauchtiefe von 50 m ausgelegt und konnte aufgrund der vielen Flutöffnungen seiner Tauchtanks in 22 Sekunden tauchen.
UB 5 war mit zwei 45-cm-Torpedos in zwei Bugtorpedorohren bewaffnet. Ein 8-mm-Maschinengewehr konnte an Deck aufgebaut werden. Die Besatzung bestand aus einem Offizier und 13 Unteroffizieren und Mannschaften.
Nach seiner Fertigstellung auf der Germaniawerft wurde UB 5 für den Bahntransport nach Antwerpen vorbereitet. Zum Verladen des Bootes waren drei Tiefladewagen für die drei Sektionen des Bootskörpers und weitere Waggons für den Turm, Teile des Oberdecks, die Maschinen und die Akkumulatoren notwendig. Die Montage in Hoboken dauerte zwei Wochen. Zwei Schlepper überführten dann das Boot mittels Schwimmkästen die Schelde aufwärts und durch den Kanal Gent-Brügge zum Einsatzhafen nach Seebrügge. Dafür waren weitere fünfeinhalb Tage eingeplant.

## Einsätze
Oberleutnant zur See Wilhelm Smiths, 28 Jahre alt, erhielt mit UB 5 sein erstes U-Boot-Kommando und stellte es für die Kaiserliche Marine am 23. März 1915 in Dienst. Zu dem Zeitpunkt, als UB 5 bei der am 29. März 1915 aufgestellten U-Flottille Flandern eintraf, war die seit Februar laufende erste deutsche U-Boot-Offensive in vollem Gange. Während dieses Feldzuges erklärte das Deutsche Reich das Seegebiet um die britischen Inseln zum Kriegsgebiet, in dem alle feindlichen Schiffe zu versenken seien. Ein Angriff auf Schiffe neutraler Länder war erlaubt, wenn sie als Feindschiffe, die unter falscher Flagge fuhren, zu identifizieren waren.
Das vorläufige Operationsgebiet der UB-I-Boote der Flandern-Flottille war das Seegebiet um die Hoofden. Mit dem Auslaufen von UB 4 am 9. April begannen die Unternehmungen der neu gebildeten Flottille, UB 5 folgte am 14. April. Am 15. April torpedierte das Boot 6 sm (11 km) westlich des Feuerschiffs Noord Hinder den britischen Dampfer Ptarmigan. Der 784 BRT große Dampfer war mit Stückgut von Rotterdam nach London unterwegs. Bei seinem Untergang kamen acht Besatzungsmitglieder ums Leben.
Nachdem es UB 6, einem Schwesterboot von UB 5, Ende Juni gelungen war, einen Weg um die britischen Netzsperren und Seeminen in der Straße von Dover zu finden, begannen die Boote der Flottille im westlichen Bereich des Ärmelkanals zu patrouillieren. Nebel und schlechtes Wetter behinderten die folgenden Unternehmungen von UB 2, UB 5 und UB 10 im Kanal. Keines der Boote konnte ein Schiff versenken. Diese Einsätze bewiesen, dass es möglich war, die britischen Sperren in der Straße von Dover zu umgehen.
Der zehnte Einsatz führte UB 5 in das Gebiet um Lowestoft-Cromer. Im Zeitraum vom 12. bis zum 14. August versenkte das Boot dort vier britische Fischkutter mit einer Gesamttonnage von etwas über 200 Registertonnen. Die größten waren die Sunflower und die J.W.F.T. mit jeweils 60 BRT. Alle vier Schiffe – britische Kutter mit ockerroten Segeln getakelt – wurden gestoppt, vom Prisenkommando von UB 5 geentert und mit Sprengpatronen versenkt. Dies waren die letzten Schiffe, die UB 5 während des Krieges versenken konnte.
Nach der Versenkung der Lusitania im Mai 1915 und weiteren aufsehenerregenden Versenkungen im August (Arabic-Vorfall) und September forderten die Amerikaner Garantien für die Sicherheit amerikanischer Staatsbürger auf unbewaffneten Handelsschiffen. Als Reaktion darauf beendete der Chef des Admiralstabs der Kaiserlichen Marine Henning von Holtzendorff am 18. September die deutsche U-Boot-Offensive. Holtzendorffs Weisung befahl den Rückzug aller U-Boote aus dem Ärmelkanal und der Keltischen See und forderte die strikte Einhaltung der Prisenordnung. Kurz darauf wurde UB 5 am 6. Oktober der V. U-Halbflottille in der Ostsee unterstellt.
UB 5 lief am 25. Oktober in seinem neuen Stützpunkt in Libau ein. Der Versuch, das Boot im November nach Dagerort zu verlegen, schlug aufgrund des schlechten Wetters fehl. Kurz nach der Anfang Mai 1916 erfolgten Verlegung nach Windau musste sich UB 5 wegen der heller werdenden Nächte wieder nach Libau zurückziehen. Alle Einsätze in diesem Zeitraum blieben ohne Erfolg. Technische Mängel führten zum Abbruch der letzten beiden Unternehmungen im Juli und August 1916. Die U-Boot-Schule erhielt das mittlerweile technisch überholte und nicht mehr den Einsatzbedingungen genügende Boot am 21. September. UB 5 war eines der acht nicht mehr seetüchtigen U-Boote, die in Deutschland verblieben. Die anderen sieben waren U 1, U 2, U 4, U 17 und die UB-I-Boote UB 2, UB 9 und UB 11. Das Drägerwerk in Lübeck wrackte UB 5 im Jahr 1919 ab.

## Erfolge
| Datum         | Name       | Typ         | Tonnage (BRT) | Nationalität           | Schicksal |
| ------------- | ---------- | ----------- | ------------- | ---------------------- | --------- |
| 10. Apr. 1915 | Ptarmigan  | Dampfer     | 784           | Vereinigtes Königreich | versenkt  |
| 12. Aug. 1915 | Sunflower  | Fischkutter | 60            | Vereinigtes Königreich | versenkt  |
| 13. Aug. 1915 | E.M.W.     | Fischkutter | 47            | Vereinigtes Königreich | versenkt  |
| 13. Aug. 1915 | J.W.F.T.   | Fischkutter | 60            | Vereinigtes Königreich | versenkt  |
| 14. Aug. 1915 | White City | Fischkutter | 45            | Vereinigtes Königreich | versenkt  |
|               |            | Gesamt:     | 996           |                        |           |